# Купести облаци
Купестите облаци (cumulus) са облаци, които на пръв поглед имат плоска основа и често са описвани като „пухкави“, „памучни“ или „меки“ наглед. Тяхното име произлиза от латинската дума cumulo със значение купчина или маса. Купестите облаци са височинно ниски облаци, с височина обикновено под 2000 m, освен ако не са от вертикалния вид Cumulus congestus. Купестите облаци се появяват по няколко начина: единични, на вълнообразни линии или събрани на куп.
Купестите облаци често се оказват предвестници за други типове облаци, като например купесто-дъждовните облаци, повлияни от влага, температурен градиент и променливи ветрове. Обикновено самите купести облаци не пораждат валежи (или ако пораждат, те са много ситни), но могат да прераснат в дъждовни облаци. Купестите облаци се образуват от водна пара, преохладени водни капчици или ледени кристалчета, в зависимост от околната температура. Могат да имат най-различни форми и по принцип охлаждат земята, като отразяват слънчевите лъчи.

## Образуване
Купестите облаци се образуват вследствие на атмосферна конвекция, когато затоплен от повърхността въздух започне да се издига. Докато въздухът се издига, температурата му се понижава (поради т.нар. адиабатен температурен градиент), което кара относителната влажност да се увеличи. Ако конвекцията достигне определено ниво, относителната влажност достига 100% и влажният адиабатен етап започва. В този момент настъпва положителна обратна връзка – тъй като относителната влажност е над 100%, водната пара кондензира, отделяйки латентна топлина, която затопля въздуха и предизвиква допълнителна конвекция.
В този етап, водната пара кондензира върху различни частици във въздуха, образувайки купест облак. Така се образува характерната пухкава форма с плоско дъно на купестите облаци. Височината на облака (от долната до горната му част) зависи от температурния профил на атмосферата и наличието на инверсия. По време на конвекцията, околният въздух се смесва с издигащата се колона топъл въздух, в резултат на което нейната обща маса се увеличава. Дъжд може да се образува в купест облак чрез процес, включващ два недискретни етапа. Първият етап настъпва, след като капчиците се слепят с различни частици. Повърхностното напрежение във водните капчици поражда малко по-високо налягане върху тях, като това леко покачва парното налягане. Повишеното налягане води до това, че капчиците се изпаряват, а новополучената водна пара кондензира в по-големи капчици. Поради изключително малкия мащаб на изпаряващите се водни капчици, този процес като цяло няма значение, след като капките са нараснали до 20 – 30 микрометра, когато настъпва вторият етап. В акреционния етап, капката започва да пада, сблъсквайки се с други капчици и нараствайки по размер.
Гъстотата на течната вода в купестите облаци се променя с височината над облачната основа. В основата, концентрацията е 0 грама течна вода на килограм въздух. С нарастване на височината, концентрацията рязко се покачва до максимума си към средата на облака. Максималната концентрация може да достига до 1,25 грама вода на килограм въздух. Към върха на облака концентрацията отново намалява, като най-отгоре пак става нула.
Купестите облаци могат да образуват линии с дължина над 480 km. Тези ивици могат да покриват големи райони и могат да са както прекъснати, така и непрекъснати. Те се образуват, когато ветрове предизвикват хоризонтална циркулация в атмосферата. Те обикновено се появяват в антициклонни системи, например след преминаването на студент фронт. Височината, при която се образува облака, зависи от количеството влага в издигащата се колона въздух, която образува облака. По-влажният въздух като цяло създава по-ниска облачна основа. В умерените пояси, основата на купестите облаци обикновено се намира на височина под 550 m над земята, но може да достига и до 2400 m. В пустинни и планински области, облачната основа може да достигне дори над 6000 m височина.

## Видове
- Cumulus humilis – купове, които се характеризират само с малък вертикален обхват и като цяло изглеждат сплескани;[10]
- Cumulus mediocris – купове с умерен вертикален обхват, с малки издатини по върховете;[10]
- Cumulus congestus – силно разчленени купове, най-често с остри контури и голям вертикален обхват, чиято горна част наподобява карфиол;[10]
- Cumulus fractus – купове с много резки ръбове и очертания, които непрекъснато претърпяват промени.[10]

## Разновидности
- Cumulus radiatus – относително прави успоредни ивици, които като че ли се събират в една точка или две противоположни точки на хоризонта.[10]

## Влияние
Купестите облаци от вида Cumulus humilis обикновено са показател за хубаво време. Cumulus mediocris са сходни, но имат известно вертикално развитие, което ще рече, че те могат да прераснат в купесто-дъждовни облаци, които могат да породят силен дъжд, мълнии, силни ветрове, градушки и дори смерчове. Облаците от вида Cumulus congestus, които приличат на кули, често прерастват в буреносни купесто-дъждовни облаци. Те могат да имат валежи. Летците на планери обикновено внимават с купестите облаци, тъй като те могат да се индикатори за издигащ се въздух, който може да запрати планера високо в небето.
Поради отразяващата си способност, облаците охлаждат земята с около 12 °C, като ефектът се приписва главно на слоесто-купестите облаци. Въпреки това, в същото време те загряват земята с около 7 °C, като отразяват обратно излъчената от земята топлина – ефект, който като цяло се приписва на перестите облаци. Следователно, нетната загуба на топлина е 5 °C. Купестите облаци, от друга страна, имат променливо въздействие върху затоплянето на земната повърхност. По-вертикалните Cumulus congestus се издигат нависоко в атмосферата, носейки със себе си влага, което може да доведе образуването на перести облаци.

## Извън Земята
Купести и слоесто-купести облаци са забелязвани и на други планети в Слънчевата система. На Марс, в хода на програмата Викинг са засечени пересто-купести и слоесто-купести облаци, които са се образували чрез конвекция, главно в полярните области. Космическият апарат Галилео е засякъл големи купесто-дъждовни облаци около Голямото червено петно на Юпитер. Купести облаци са намерени и на Сатурн. През 2008 г. космическият апарат Касини-Хюйгенс определя, че купестите облаци около южния полюс на Сатурн са част от циклон с диаметър над 4000 km. Обсерваторията Кек е изнамерила бели купести облаци на Уран. Подобно на Уран, на Нептун има метанови купести облаци. На Венера, обаче, няма купести облаци.